# Puchar Karpat w skokach narciarskich
Puchar Karpat w skokach narciarskich (ang. FIS Carpathian Cup (sezon 2013/2014) lub FIS Carpath Cup (sezony 2014/2015–2019/2020) – cykl zawodów juniorskich w skokach narciarskich dla państw związanych z Karpatami organizowany pod egidą FIS. Rozgrywany od sezonu 2013/2014 w kategoriach mężczyzn i kobiet.
Cykl Pucharu Karpat utworzono latem 2013 roku, a przy jego tworzeniu wzorowano się na cyklu Alpen Cup, dla którego ma stanowić alternatywę. Impulsem do utworzenia Pucharu Karpat był zorganizowany w 2013 roku Redyk Karpacki, a jego głównym inicjatorem był przewodniczący Komisji Międzynarodowej Federacji Narciarskiej do spraw planowania kalendarza Paul Ganzenhuber.
Jednym z powodów powstania Pucharu Karpat była także odmowa prawa startów w zawodach Alpen Cup skoczków między innymi z Polski (startowali oni w tych zawodach tylko w sezonie 2009/2010). Cykl ma na celu zapewnienie możliwości rywalizacji międzynarodowej dla młodszych skoczków, stanowiących głównie zaplecze dla reprezentacji juniorskich. W opinii Apoloniusza Tajnera Puchar Karpat można określić mianem „czwartej ligi skoków narciarskich”. 
Do udziału w Pucharze Karpat dopuszczono początkowo przedstawicieli 10 krajów: Bułgarii, Czech, Kazachstanu, Polski, Rosji, Rumunii, Słowacji, Turcji, Ukrainy i Węgier. W każdym z konkursów poszczególne kraje mogą wystawić maksymalnie 15 zawodników, a gospodarze zawodów dodatkowo kolejnych 5 (razem 20 osób), których wiek, liczony w sposób rocznikowy, nie może przekraczać 20 lat. Kalendarz całego sezonu dzieli się na dwa okresy (periody): letni (w którym początkowo planowano rozgrywać łącznie 4 konkursy) i zimowy (w którym początkowo planowano rozgrywać łącznie 8 konkursów). Zawody rozgrywane są na skoczniach, których punkt konstrukcyjny mieści się w przedziale od 60 do 100 metrów. Dopuszczalne są trzy rodzaje konkursów: indywidualne (kobiet i mężczyzn), drużynowe (kobiet i mężczyzn) i mieszane.
Od trzeciej edycji (sezon 2015/2016) planowane jest rozszerzenie prawa startu w zawodach na przedstawicieli wszystkich krajów, które nie mogą brać udziału w zawodach Alpen Cupu, a także wprowadzenie zapisu, iż wszyscy uczestnicy konkursu, niezależnie od zajętego po 1. serii miejsca, będą mieli prawo oddania dwóch zaliczanych do końcowego wyniku skoków. Jednocześnie kraje startujące w konkursach Alpen Cupu (Austria, Niemcy, Słowenia, Szwajcaria, Francja i Włochy) nadal nie będą mogły startować w konkursach mężczyzn (zakaz ten nie dotyczy konkursów kobiecych, gdzie kraje alpejskie będą mogły startować na równych prawach).
W kolejnych sezonach planowane jest także rozpoczęcie rozgrywania analogicznych cykli zmagań o Puchar Karpat w kombinacji norweskiej i narciarstwie alpejskim.

## Zwycięzcy
W pierwszym sezonie rozgrywania cyklu Pucharu Karpat w skokach narciarskich w klasyfikacji generalnej wśród mężczyzn zwyciężył Ștefan Blega przed Mateuszem Kojzarem i Szymonem Szostokiem (Kojzar i Szostok zajęli ex aequo 2. miejsce), a wśród kobiet wygrała Carina Militaru przed Dianą Trâmbițaș i Magdaleną Pałasz.
W drugim sezonie wśród mężczyzn ponownie najlepszy okazał się Ștefan Blega. Drugi był Valentin Tatu, a trzeci Robert Buzescu. Z kolei u kobiet także zwycięstwo odniosła ta sama zawodniczka, co rok wcześniej – Carina Militaru. Druga była Kinga Rajda, a trzecia Bianca Ștefănuță.
W sezonie 2015/2016 wśród mężczyzn miejsca na podium zajęli trzej Turcy – Muhammet İrfan Çintımar (1.), Fatih Arda İpcioğlu (2.) i Muhammed Münir Güngen (3.). Z kolei w rywalizacji kobiet zwyciężyła Polka Kinga Rajda, druga była Rumunka Carina Militaru, a trzecia Węgierka Virág Vörös.
W sezonie 2016/2017 w rywalizacji mężczyzn całe podium klasyfikacji generalnej zajęli Rumuni – Ștefan Blega (1.), Sorin Mitrofan (2.) i Mihnea Spulber (3.). Z kolei wśród kobiet wygrała Rumunka Diana Trâmbițaș, druga była Łotyszka Šarlote Šķēle, a trzecia rodaczka Trâmbițaș – Daria Chindriș.

### Mężczyźni
| Edycja | Sezon   | 1. miejsce              | 2. miejsce                    | 3. miejsce            |
| ------ | ------- | ----------------------- | ----------------------------- | --------------------- |
| I      | 2013/14 | Ștefan Blega            | Mateusz Kojzar Szymon Szostok | –                     |
| II     | 2014/15 | Ștefan Blega            | Valentin Tatu                 | Robert Buzescu        |
| III    | 2015/16 | Muhammet İrfan Çintımar | Fatih Arda İpcioğlu           | Muhammed Münir Güngen |
| IV     | 2016/17 | Ștefan Blega            | Sorin Mitrofan                | Mihnea Spulber        |
| V      | 2017/18 | Sorin Mitrofan          | Siergiej Tkaczenko            | Ilja Kratow           |
| VI     | 2018/19 | Andrew Urlaub           | Radu Păcurar                  | Radek Selcer          |
| VII    | 2019/20 | Radu Păcurar            | Radek Rýdl                    | Kasperi Valto         |

#### Najwięcej razy na podium w klasyfikacji generalnej
uwzględniono zawodników ze zwycięstwem
| Msc. | Imię i nazwisko         | Kraj              |   |   |   | Razem |
| ---- | ----------------------- | ----------------- | - | - | - | ----- |
| 1.   | Ștefan Blega            | Rumunia           | 3 | 0 | 0 | 3     |
| 2.   | Sorin Mitrofan          | Rumunia           | 1 | 1 | 0 | 2     |
| 2.   | Radu Păcurar            | Rumunia           | 1 | 1 | 0 | 2     |
| 4.   | Andrew Urlaub           | Stany Zjednoczone | 1 | 0 | 0 | 1     |
| 4.   | Muhammet İrfan Çintımar | Turcja            | 1 | 0 | 0 | 1     |

#### Najwięcej razy na podium w klasyfikacji generalnej według państw
| Msc. | Kraj              |   |   |   | Razem |
| ---- | ----------------- | - | - | - | ----- |
| 1.   | Rumunia           | 5 | 3 | 2 | 10    |
| 2.   | Turcja            | 1 | 1 | 1 | 3     |
| 3.   | Stany Zjednoczone | 1 | 0 | 0 | 1     |
| 4.   | Polska            | 0 | 2 | 0 | 2     |
| 5.   | Czechy            | 0 | 1 | 1 | 2     |
| 5.   | Kazachstan        | 0 | 1 | 1 | 2     |
| 7.   | Finlandia         | 0 | 0 | 1 | 1     |

### Kobiety
| Edycja | Sezon   | 1. miejsce        | 2. miejsce          | 3. miejsce       |
| ------ | ------- | ----------------- | ------------------- | ---------------- |
| I      | 2013/14 | Carina Militaru   | Diana Trâmbițaș     | Magdalena Pałasz |
| II     | 2014/15 | Carina Militaru   | Kinga Rajda         | Bianca Ștefănuță |
| III    | 2015/16 | Kinga Rajda       | Carina Militaru     | Virág Vörös      |
| IV     | 2016/17 | Diana Trâmbițaș   | Šarlote Šķēle       | Daria Chindriș   |
| V      | 2017/18 | Kamila Karpiel    | Diana Trâmbițaș     | Paulina Cieślar  |
| VI     | 2018/19 | Annika Sieff      | Witalina Herasymjuk | Annika Belshaw   |
| VII    | 2019/20 | Štěpánka Ptáčková | Klára Ulrichová     | Veronika Jenčová |

#### Najwięcej razy na podium w klasyfikacji generalnej
uwzględniono zawodników ze zwycięstwem
| Msc. | Imię i nazwisko   | Kraj    |   |   |   | Razem |
| ---- | ----------------- | ------- | - | - | - | ----- |
| 1.   | Carina Militaru   | Rumunia | 2 | 1 | 0 | 3     |
| 2.   | Diana Trâmbițaș   | Rumunia | 1 | 2 | 0 | 3     |
| 3.   | Kinga Rajda       | Polska  | 1 | 1 | 0 | 2     |
| 4.   | Štěpánka Ptáčková | Czechy  | 1 | 0 | 0 | 1     |
| 4.   | Kamila Karpiel    | Polska  | 1 | 0 | 0 | 1     |
| 4.   | Annika Sieff      | Włochy  | 1 | 0 | 0 | 1     |

#### Najwięcej razy na podium w klasyfikacji generalnej według państw
| Msc. | Kraj              |   |   |   | Razem |
| ---- | ----------------- | - | - | - | ----- |
| 1.   | Rumunia           | 3 | 3 | 2 | 8     |
| 2.   | Polska            | 2 | 1 | 2 | 5     |
| 3.   | Czechy            | 1 | 1 | 1 | 3     |
| 4.   | Włochy            | 1 | 0 | 0 | 1     |
| 5.   | Łotwa             | 0 | 1 | 0 | 1     |
| 5.   | Ukraina           | 0 | 1 | 0 | 1     |
| 7.   | Węgry             | 0 | 0 | 1 | 1     |
| 7.   | Stany Zjednoczone | 0 | 0 | 1 | 1     |